# Renault Rafale
O Renault Rafale é um SUV crossover do segmento D produzido pela fabricante francesa Renault como um SUV cupê desde 2024. Construído sobre a plataforma Renault–Nissan CMF-CD, ele compartilha cerca de 75% de suas peças e características de design com os modelos SUV Espace e Austral.
Com o codinome 'DHN', o veículo é o segundo SUV cupê produzido pela marca, depois do crossover de segmento C Arkana. Na linha da Renault, o veículo está posicionado entre o Arkana e o ligeiramente maior Espace V.
O nome Rafale é uma homenagem ao monoplano C.460 Rafale, lançado em 1934 pela empresa de aviação Caudron-Renault, embora o nome também tenha sido usado mais recentemente no caça Dassault Rafale.

## Visão geral
O veículo tem 4.710 mm de comprimento, o que significa que pertence à segmentação de tamanho do segmento D britânico, e terá um híbrido completo e um híbrido plug-in disponíveis.
O Rafale recebeu um novo trem de força híbrido plug-in com 304 cv e tração nas quatro rodas ao instalar um motor elétrico na traseira. Apesar de ser menor que o Espace, o Rafale ainda é considerado o carro-chefe da marca. A versão híbrida completa Renault Rafale E-Tech tem autonomia de 1.100 km com tanque cheio de gasolina, de acordo com dados do WLTP.

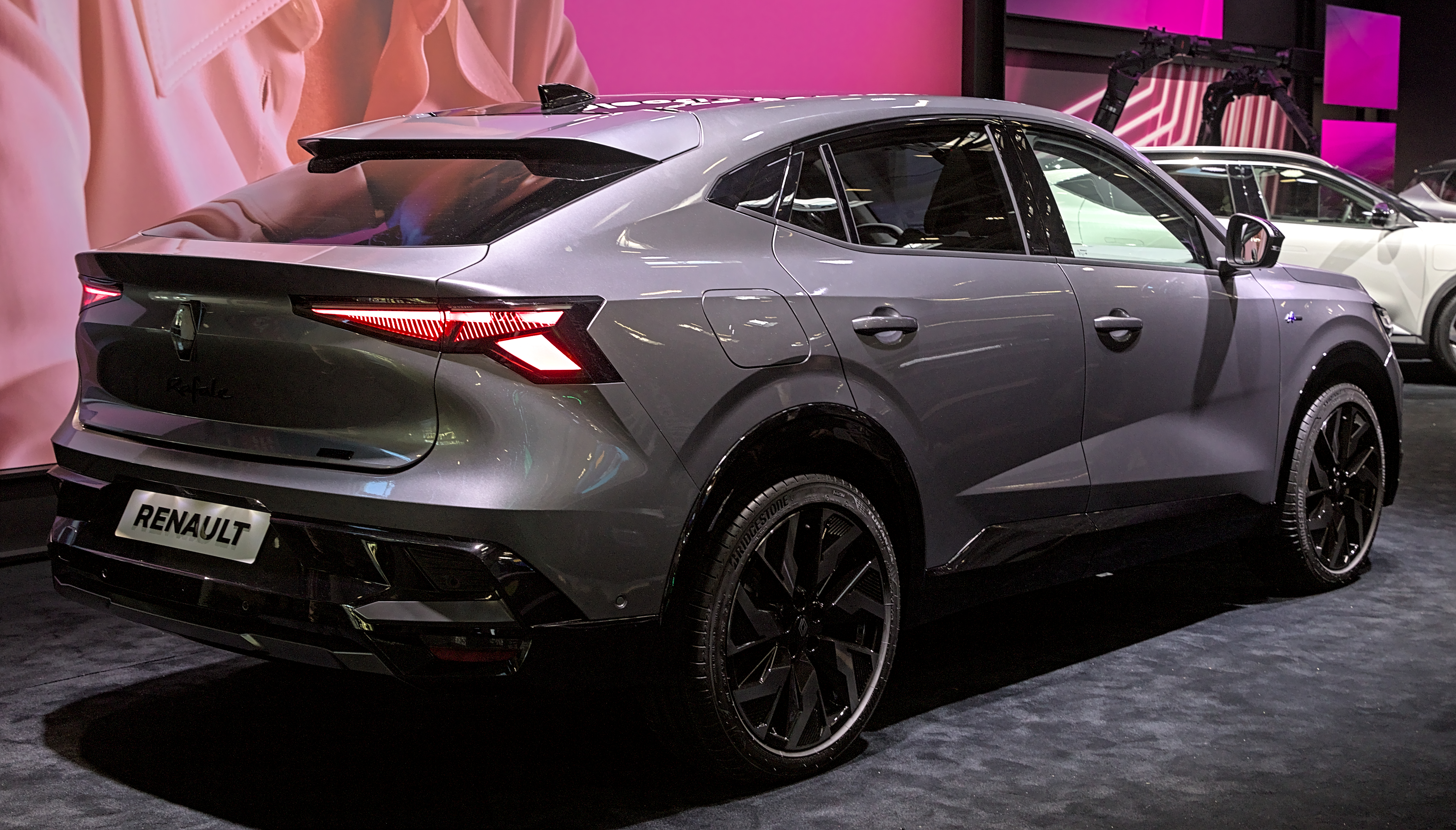
Vista traseira
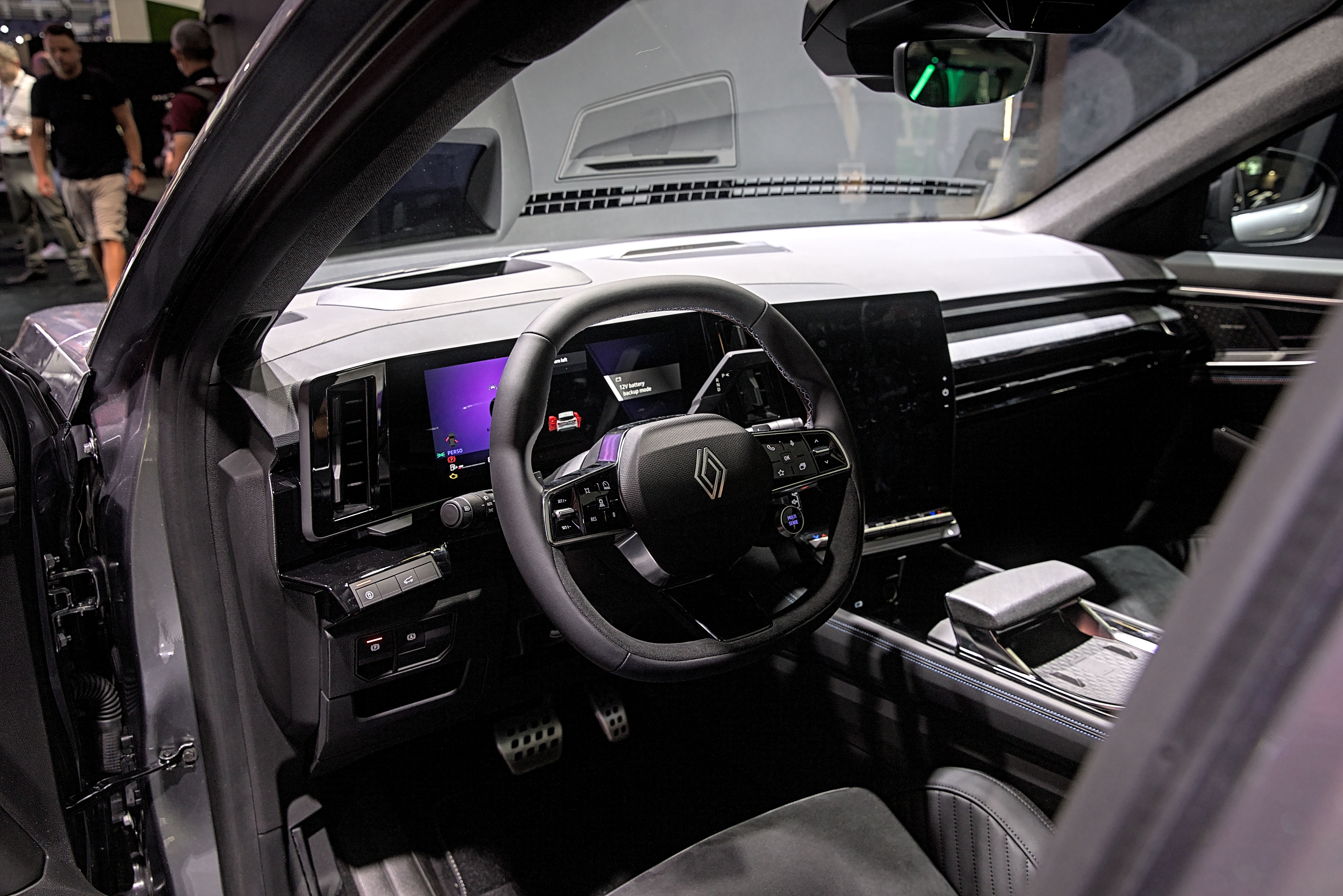
Interior

## Trem de força
Disponível nas opções híbrido completo e híbrido plug-in, o modelo híbrido completo inclui um motor e um motor de tração no eixo dianteiro de 68 cv para um layout FWD (saída combinada de 199 cv). Um motor elétrico adicional que funciona apenas como gerador produz 34 cv.
O modelo PHEV adiciona um eixo traseiro elétrico para um layout AWD. Os motores criam uma saída combinada de 305 PS e 450 N⋅m.